# Callogorgia formosa
Callogorgia formosa is een zachte koraalsoort uit de familie Primnoidae. De koraalsoort komt uit het geslacht Callogorgia. Callogorgia formosa werd in 1907 voor het eerst wetenschappelijk beschreven door Kükenthal. 